# فورمجيني
فورمجيني (بالإيطالية: Formigine)‏ هي بلدية في مقاطعة مودينا في إقليم إميليا رومانيا الإيطالي.

## السكان
في سنة 1861 بلغ عدد السكان 6٬486 نسمة، وتطور العدد ليصل في سنة 2011 لـ 33٬667 نسمة.
يظهر هذا المخطط البياني تطور النمو السكاني لـ فورمجيني

## توأمة
لفورمجيني اتفاقيات توأمة مع كل من:
- Monte Urano [الإنجليزية]‏
- سومور
- تابور
- فينالي إميليا
- Edchera  [لغات أخرى]‏

## أعلام
- كريستيان زاكاردو
- باولو بيلي
- نيكولا فيراري